# 深棕雙鰭電鰩
深棕雙鰭電鰩（學名：Narcine brunnea），又稱深棕雙鰭電鱝，為軟骨魚綱電鰩目雙鰭電鰩科雙鰭電鰩屬的一種，分布於印度西太平洋區，從巴基斯坦外海至暹羅灣海域，深度20至70公尺，本魚頭部、軀幹和胸鰭連成一體，形成一光滑之圓體盤，兩側通常各具一縱走之皮褶；眼睛小，噴水孔與眼有一定距離，後緣光滑，口小，唇厚，能稍微突出，具強大之唇軟骨，齒細小，背鰭2個，位於尾鰭之上，身體深褐色，無斑點，腹部白色，頭至胸鰭間有發電器官，體長可達22公分，棲息在沿岸沙泥底質海域，為夜行性底棲性魚類，屬肉食性，體內的發電器官，可能用來防禦或捕食，生活習性不明。